# Sabrina Grigorian
Sabrina Grigorian (in armeno Սաբրինա Մարկոսի Գրիգորյան?; Roma, 28 luglio 1956 – 1986) è stata un'attrice armena di origine italiana.

## Biografia
Sabrina Grigorian è nata a Roma il 28 luglio 1956, figli dell'artista Marcos Grigorian e di Flora Adamian. Dopo il divorzio dei suoi genitori, Sabrina fu cresciuta da suo padre, frequentando la scuola elementare a Teheran in una scuola speciale per bambini talentuosi. Successivamente proseguì i suoi studi in un liceo a New York. Tornata a Teheran, incontrò Patricia Zich, regista teatrale presso la Community School e anche regista di The Masquers, un'organizzazione teatrale internazionale di giovani a Teheran. Zich riconobbe lo straordinario talento artistico di Sabrina.
Dopo essersi diplomata al liceo, Sabrina andò a Londra, fece l'audizione e fu ammessa alla Guildhall School of Music and Drama per studiare recitazione. Durante quegli anni Sabrina viaggiò molto. Andò negli Stati Uniti, in Svizzera, Spagna, Italia e in molti altri luoghi, imparando tutto quello che poteva. Parlava fluentemente armeno, inglese, francese, aveva familiarità con il persiano, l'italiano e lo spagnolo. Come studentessa, Sabrina impersonò una dozzina di diversi personaggi che andavano dai ruoli di supporto a quelli principali. Durante la sua formazione come attrice a Teheran e in seguito alla Guildhall School of Music and Drama, Sabrina recitò la parte di Rosa Gonzalez nelle pièce Estate e fumo di Tennessee Williams, Ippolita nel Sogno di una notte di mezza estate di William Shakespeare, Emilia in Otello, Masha in Tre sorelle di Anton Čechov, Dina in The Pillar of the Community di Henrik Ibsen, Belvidera in Venice Preserved di Thomas Ottoway, Dark Lady in The Dark Lady of the Sonnets di George Bernard Shaw, Margot in AnnA Frank: il diario di una ragazza di Frances H. Goodrich, Corie in A piedi nudi nel parco di Neil Simon, Mrs. Martin in La cantatrice calva di Eugen Ionescu e Medea nell'adattamento di Euripide di Robinson Jeffers.
Sabrina fu assistente editoriale del direttore della mostra The Today Show alla NBC, Gene Shalit. Mentre lavorava nella compagnia televisiva di New York, scrisse vari articoli teatrali e musicali che furono pubblicati su Delta Sky Magazine, Ladies Home Journal, Diversion Magazine e altri periodici.